# Ariah Park
Ariah Park är en by (locality) i Temora Shire i New South Wales i Australien. Folkmängden uppgick till 689 år 2011.

## Kommunikationer

### Järnväg
Ariah Park betjänas av järnvägsstationen Ariah Park Railway Station som är belägen på järnvägsbanan Temora–Roto railway line. Banan trafikeras inte av persontåg vid Ariah Park, och CountryLink kör en buss genom Ariah Park istället.

### Väg
Ariah Park är belägen nära landsvägen Burley Griffin Way.

### Befolkningsutvecklingskällor
- Australian Bureau of Statistics. ”2006 Census QuickStats : Ariah Park (State Suburb)” (på engelska). https://abs.gov.au/census/find-census-data/quickstats/2006/SSC16085. Läst 22 maj 2012.
- Australian Bureau of Statistics. ”2011 Census QuickStats: Ariah Park” (på engelska). https://abs.gov.au/census/find-census-data/quickstats/2011/GL_NSW3316. Läst 3 augusti 2012.